# Valgus seticollis
Valgus seticollis är en skalbaggsart som beskrevs av Palisot De Beauvois 1805. Valgus seticollis ingår i släktet Valgus och familjen Cetoniidae. Inga underarter finns listade i Catalogue of Life.